# 胡耀邦
胡 耀邦（こ ようほう、フー・ヤオパン、1915年〈民国4年〉11月20日 - 1989年4月15日）は、中華人民共和国の政治家。字は国光、国務院副総理、第3代中国共産党中央委員会主席・初代中国共産党中央委員会総書記。彼の死が後の六四天安門事件の引き金となった。

## 総書記選出までの経歴

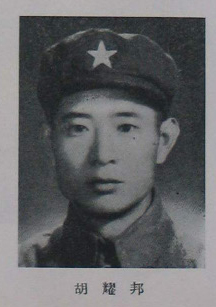
1949年の政治協商会議記念号掲載の写真

1933年、中国共産党に入党。中華人民共和国の建国後は、中国共産主義青年団（共青団）第一書記、陝西省党委員会第一書記などを歴任したが、文化大革命が始まると1967年に実権派と批判されて失脚。後に党主席となる華国鋒は、胡耀邦が湖南省党委に下放された時の部下だった。
文革後期の1972年に復活。鄧小平が2度目の復活を果たした1975年に中国科学院副秘書長となり、鄧小平が打ち出した「全面整頓路線」（軍隊、地方の党・行政組織、工業、農業、商業、文化、科学技術の整頓・再建）を推進し、優秀な人材の抜擢や育成などを行う。翌1976年、周恩来追悼の第1次天安門事件が発生して鄧小平が再失脚すると、胡耀邦もともに失脚した。しかし、1977年鄧小平の再復活にともない、党中央組織部長に就任し、建国以来、特に文化大革命中に冤罪で失脚した長老たちや右派分子と認定されていた者の名誉回復を行った。1978年には、胡は党の理論研究の場である中央党校の副校長を兼任していたが、このとき南京大学の哲学の教授であった胡福明の論文「実践こそ真理を検証する唯一の基準である」に目をとめた。この論文をもとに、華国鋒の拠り所となっていた「二つのすべて」を批判し、文革路線からの脱却を図る鄧小平を援護した。同年12月の第11期3中全会において鄧小平の実権掌握に貢献し、同会議において胡耀邦は中央政治局委員に昇進し、党中央秘書長兼中央宣伝部長に抜擢された。さらに1980年2月に開催された第11期5中全会において、中央政治局常務委員・党中央書記処総書記に就任した。以後、鄧小平のもとで文革の清算と改革開放政策が進められる中、1980年9月、党主席・国務院総理（首相）だった華国鋒は、経済政策や文革への姿勢などを批判されて総理を辞任した（後継は趙紫陽）。さらに1981年の第11期6中全会で華国鋒は党主席をも解任され、胡耀邦が後継の党主席に就任した。鄧小平中央軍事委員会主席・胡耀邦総書記・趙紫陽首相によるトロイカ体制が確立され、この頃の胡耀邦は「天が落ちてきても胡耀邦と趙紫陽が支えてくれる」と鄧小平が語るほどの信任を受けていた。

## 党主席・総書記就任
1980年5月29日にチベット視察に訪れ、その惨憺たる有様に落涙したと言われ、ラサで共産党幹部らに対する演説にて、チベット政策の失敗を明確に表明して謝罪し、共産党にその責任があることを認め、ただちに政治犯たちを釈放させ、チベット語教育を解禁した。更にその2年後中国憲法に基づき、信教の自由を改めて保証した上で、僧院の再建事業に着手させ、外国人旅行者にもチベットを開放した。しかし、この政策は党幹部から激しく指弾され、胡耀邦の更迭後撤回された。
1982年9月の第12回党大会で党規約が改正され、党主席制が廃止されて総書記制が導入されると、胡耀邦は引き続き党のトップとして中央委員会総書記に就任し、改革開放路線と自由化路線を打ち出した。「4つの近代化」の具体的目標を、20年間で工業・農業の生産額を4倍にし、国民生活を「中程度」にすることとした。また、この党大会にあわせて、胡耀邦は55歳以下の若手幹部の抜擢を行い、江沢民、李鵬、胡錦濤ら112名が中央委員、中央候補委員に選出された。この頃、胡啓立（政治局常務委員）ら、胡耀邦を中心とした共青団グループが改革派として活躍。第4代総書記の胡錦涛も胡耀邦に連なる共青団出身である。1986年5月には「百花斉放・百家争鳴」（双百）を再提唱して言論の自由化を推進した。
しかし、1985年5月10日、香港の雑誌『百姓』（庶民）記者陸鏗のインタビューで、自身が進歩派と表現されたことに反対せず、軍事委員会主席には用が無いと発言したため鄧小平の不興を買い、後に総書記を解任される一因となった。また同郷の先輩である王震を南轅北轍と言ったため、総書記就任後悪くなっていた関係は修復不可能になり、批判が激しさを増した。

## 胡耀邦と日中関係
1983年11月の訪日では昭和天皇と会見して天皇訪中を要請（当時交渉を担当したのは胡錦濤）、日中首脳会談では中曽根康弘首相が、中国側の提示した3原則に「相互信頼」を加えて4原則にしたいと述べ、民間有識者からなる『日中友好二一世紀委員会』の設立を提案し、胡はこれに賛同した。他方胡は、日本の青年3000人を中国に1週間招待するプランを披露して日本側を驚かせた。この『ニ一世紀委員会』は1984年に発足し、いわば「第2トラック」として日中間の問題の調整を行ってきた。また、中曽根首相は胡とは「兄弟のように非常に親しい仲だった」と述懐している。来日した際には中国の首脳として唯一広島の原爆ドームなどを視察している。
1986年に中曽根首相が訪中した際は、中国人青年を毎年500人ずつ招待することを提案し、胡耀邦プランに応えた。胡耀邦時代は、日中国交正常化後、日中関係が最も良好な時期だった。胡耀邦の親日政策が一つの要素だったと考えられる。胡は1985年の靖国参拝問題でもかなり柔軟に対応し、1986年の第2次教科書問題でも抑制した態度をとった。日本の軍事力増強についても歓迎すらしていた。また、中曽根首相は韓国の全斗煥大統領が来日の際に提案していた中韓の国交樹立とソウルオリンピックなどのスポーツ交流、またはLT貿易事務所や通商代表部の設置をすれば日本としても中国の同盟国である北朝鮮との貿易を行う用意があると伝えた。同年9月に韓国で開催された1986年アジア競技大会への中国の参加は実現するも、この時点で胡は韓国の対中姿勢を評価しつつ日朝貿易や中韓国交正常化の提案に否定的だった。さらに胡は「年寄りを引退させる」と中曽根に述べており、これらの世代交代の人事案や「対日接近」が、後の胡耀邦の「辞任」の引き金の一つになったと言われる。

## 失脚
胡耀邦の政治改革は、保守派の巻き返しにあい、1986年9月の第13期6中全会で棚上げされた。逆に同会議において保守派主導の「精神文明決議」が採択され、胡は保守派、八大元老（長老グループ）らの批判の矢面にさらされた。1986年12月5日安徽省合肥市にある中国科学技術大学の学生によって、全国学生デモの口火が切られた。直接の原因は市の人民代表の選挙にあたっての学生代表の取り扱いについてであった。デモはたちまち北京、上海など全国に波及した。方励之、劉賓雁、王若望らの党員知識人が学生デモを積極的に支持した。鄧小平はこうした事態に12月30日、胡耀邦、趙紫陽、万里、李鵬らを集めて学生デモに対して怒りを爆発させた。
鄧小平は第13回党大会で中央顧問委員会主任を引退し、胡耀邦に後を継がせて世代交代を図ろうとしていたが、顧問委員会が主催した民主生活会で胡耀邦は保守派、改革派を問わず延々と批判され、ついに1987年1月16日の政治局拡大会議で胡耀邦は総書記を解任された。この会議には陳雲ら党長老が出席し、全会一致で胡耀邦の解任と趙紫陽が総書記代理に就任することが決まった。罪状は集団指導原則に対する違反と政治原則問題での誤り、つまり「ブルジョワ自由化」に寛容だったためとされた。11月には胡耀邦の後任として趙紫陽が総書記に正式に選出された。
失脚後の胡耀邦は政治局常務委員に留まり、党内改革を呼びかけたが、1987年11月の中共13期1中全会で政治局員に降格となった。

## 胡の死去と第2次天安門事件
1989年4月8日の政治局会議で熱弁を振るった直後、心筋梗塞のため倒れ、一旦は意識を取り戻したものの2回目の発作を起こし、4月15日に死去した。その後、胡耀邦追悼と民主化を叫ぶ学生デモは激化していった。五・四運動の70周年記念日にあたる5月4日には北京の学生・市民10万人がデモと集会を行い、第2次天安門事件へと発展した。ここで趙紫陽総書記も学生運動に同情的な発言を行ったことで、鄧小平ら長老の鎮圧路線を妨害するものとされて失脚した。
胡耀邦は人民服ではなくて西側の背広を真っ先に着込み、フォークとナイフを使う、合理的なことは何でも取り入れる開明的な指導者であったが、それが長老左派の批判を受け、失脚につながった。
胡耀邦の墓は中国首脳の指定墓地である北京・八宝山公墓ではなく、江西省の共青城にある。ここは1950年代初期、中国共産主義青年団（共青団）メンバーが開墾に参加し、その後胡も3度訪問したことから、共青城市という新たな市ができた。そして李昭夫人の希望により、胡の墓がここに建てられた。
2005年11月18日、党中央は胡耀邦生誕90周年の座談会を開き、温家宝、曽慶紅、呉官正らが出席した。当初は胡錦濤総書記が出席し発言する予定だったが、江沢民元総書記の反対により出席は見送られた。ロイター通信によれば、温家宝も「もし胡耀邦を記念するなら、趙紫陽はどうするのか、六四（第2次天安門事件）はどうするのか」と発言したという。
温家宝首相は、第2次天安門事件のきっかけにもなった胡耀邦を「師」と仰いでいる。2010年4月15日、温家宝は人民日報に胡耀邦を偲ぶ回想記を発表した。「胡氏が現場の状況を理解しようとしていたことは明白であり、『（指導者は）民衆の苦しみを子細に観察し、直接の資料を把握しなければならない』という胡氏の言葉が耳に残る」「清廉潔白で親しみやすかった姿が今でも懐かしさとともに思い浮かぶ」とした。温家宝は胡耀邦の死去の際に、入院先に真っ先に駆けつけたという。また、温家宝は毎年旧正月の時期になると胡耀邦の居宅を訪問し、胡耀邦の肖像画を見ることで仕事の原動力になる、と語った。

## 『大地の子』と胡耀邦
ベストセラー『大地の子』の著者の山崎豊子は、胡と親交があった。執筆の際の中国での取材にあたり全面的な協力を得たほか、3度も中南海の公邸に招かれた。山崎の著書『「大地の子」と私』によると、最初の招待は1984年11月29日である。当時の中江要介駐中国日本大使も同席した。2回目の招待は1985年12月8日で、党中央書記処のある勤政殿で行われた。3回目は1986年10月2日で、このときも勤政殿である。このとき胡は、山崎に「今度はもうお会いすることはないでしょう」と早くも、自らの運命を予告するような発言を行っている。胡が総書記の地位を追われる3カ月前である。

## 生誕100周年と再評価への動き

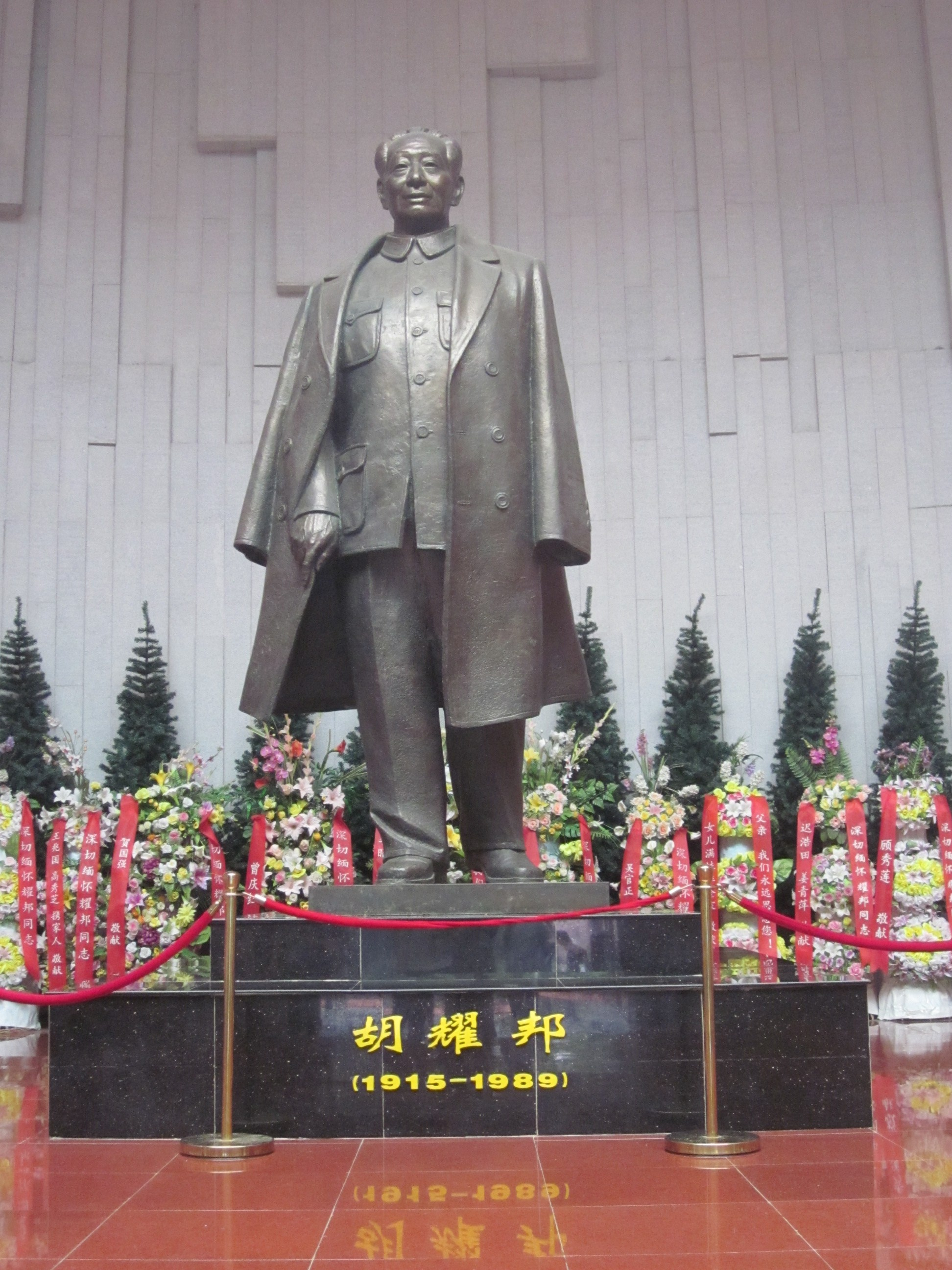
湖南省柳陽市にある胡耀邦像

中国共産党は2015年11月20日、胡の生誕100周年の記念座談会を北京・人民大会堂で開き、習近平党総書記ら党最高指導部の政治局常務委員が全員出席した。胡の死が天安門事件の伏線となっただけに、「胡氏の評価は、鄧小平氏の否定につながる敏感な問題」（北京大学の政治学者）と言われ、その歴史的位置づけに党は腐心してきた。江沢民党総書記の時代は党中央は追悼行事をしなかった。また前述のように、胡錦濤党総書記時代は、生誕90周年にあたり、座談会に政治局常務委員が3人のみ出席しただけで、胡錦濤総書記は、座談会に欠席した。これに対し、習指導部は盛大に追悼行事を行い、演説で胡を「偉大な革命家で政治家」と讃え、庶民に心を砕き、実務的な政治姿勢を崩さず、清廉さを保った胡に学ぶべきだと述べた。また、胡の著述をまとめた「胡耀邦文選」の出版も認めた。しかし、習総書記の演説では民主化問題には触れなかった。政治改革を巡る議論には踏み込まず、中国の発展に力を注いだ胡の「理想」を強調することで、党内の融和と団結を訴えた。ただし、中国中央電視台の胡耀邦生誕100年記念番組中、1982年9月14日付けの胡の共産党総書記就任を伝える党機関紙・人民日報の1面を映したが、その紙面にあった趙紫陽の写真が外されていたことが朝日新聞で報じられた。人民日報にあった本来の紙面では、胡耀邦、葉剣英、鄧小平と並んでいた趙首相の写真が、序列5位の李先念国家主席の写真に差し替えられていた。第2次天安門事件をタブー視する姿勢に変化がないことを示すものである。

## 発言
1979年2月に胡は「もし中国人民が我々中国共産党の歴史の真相を知ったならば、人民は必ず立ち上がり我々の政府を転覆させるだろう」とのスピーチをしている。中国共産党の表の党史には語られていない裏事実があることを遠藤誉は語っている。